# Content delivery network
Una rete di distribuzione dei contenuti, (in lingua inglese  content delivery network o content distribution network o più spesso CDN - anche enterprise content delivery network o ECDN), in telecomunicazioni, indica una rete di computer collegati tramite Internet, che collaborano in maniera trasparente, sotto forma di sistema distribuito, per ripartire contenuti (specialmente contenuti multimediali di grandi dimensioni in termini di banda, come l'IPTV) agli utenti finali ed erogare servizi di streaming audio e video. 
Grazie ad essa si riducono notevolmente i tempi di caricamento di una pagina perché quando un contenuto viene richiesto, a rispondere è il server più vicino geograficamente e ciò si ripercuote positivamente sulle prestazioni del sito.

## Storia commerciale
Sin dal 1995, la tecnologia di NEXUS-IBA - battezzata WorldDirector - è stata usata per la distribuzione in streaming di documenti audio-video, così come per gli archivi web e ftp dei membri di NEXUS.
Anche InterVU e Sandpiper Networks sono state pioniere nel campo delle CDN. Akamai Technologies, che acquisì InterVU nell'aprile 2000, è più comunemente conosciuta; Sandpiper venne acquisita da Digital Island, che a sua volta venne incorporata dalla Cable & Wireless e ora è di proprietà della Savvis.
L'ufficio brevetti e marchi registrati americano ha assegnato il brevetto Num. 6,108,703, "Global Hosting System" al MIT nelle persone di Tom Leighton, ricercatore capo di Akamai, e Danny Lewin, responsabile tecnologico capo di Akamai.
Digital Island, attraverso l'acquisto di Sandpiper Networks, ha acquisito il brevetto U.S. Num. 6,185,598, "Optimized network resource location", basato sul lavoro di David Farber e del vicepresidente Andrew Swart.

## Descrizione
I nodi CDN sono geograficamente distribuiti, spesso connessi a diverse dorsali; questi nodi collaborano vicendevolmente per soddisfare le richieste di contenuti, trasferendoli in maniera trasparente al fine di ottimizzarne il processo di consegna: un sistema centralizzato con unico server centrale non sarebbe in grado di soddisfare le molteplici richieste di servizio da parte di numerosi utenti. Le ottimizzazioni possono portare vantaggi come la riduzione dei costi per l'ampiezza di banda, o il miglioramento delle prestazioni, o entrambi. È piuttosto comune, inoltre, che i servizi CDN siano utilizzati per snellire le chiamate HTTP a libreria JavaScript come jQuery: esse infatti forniscono un link da inserire nei siti, ospitato su un Content Delivery Network ad hoc.
Il numero di nodi e di server che compongono una CDN può variare molto, a seconda dell'architettura: in alcuni casi possono raggiungere l'ordine di grandezza di qualche migliaio di nodi (distribuiti su decine di migliaia di server).
In sintesi, il processo di una CDN funziona così: una pagina web viene richiesta e a gestirla è un qualsiasi server di rete più vicino al dispositivo che vuole accedere al contenuto. Questi dati vengono memorizzati nella cache e vengono così distribuite più richieste per le stesse informazioni su una rete invece che su un singolo server web, generando di conseguenza un bilanciamento del carico. In questo modo si prevengono anche problemi quali arresti anomali e interruzioni del servizio.
L'obiettivo di una CDN è di instradare una richiesta di contenuto sul nodo che viene individuato come ottimale. Se ottimizzate per le prestazioni, il nodo ottimale è quello che può soddisfare la richiesta nel minor tempo possibile: si può determinare per esempio scegliendo quello geograficamente o topograficamente (nel contesto di rete, minor numero di hop o minor ping) più vicino alla locazione del richiedente, oppure quello con un minor carico medio di lavoro (in inglese, load average). Se ottimizzate per il risparmio, vengono identificati i nodi "meno costosi" nel servire il richiedente, fra i disponibili; per esempio quelli che nel tragitto di connessione client-server non attraversano particolari tratti. Spesso i due traguardi coincidono, cosicché nodi più vicini al richiedente hanno vantaggi dal punto di vista del costo di consegna.
Diversi possono essere i provider di servizi CDN, che spesso non coincidono con i provider del servizio di origine o sorgente dei contenuti i quali dovranno dunque ricorrere ai provider CDN per diffondere i loro servizi.
Alcuni indici per valutare la bontà dei servizi offerti da una CDN sono il potere filtrante e il coefficiente di resilienza.

## Vantaggi
Vi sono numerosi vantaggi che derivano dall'uso di una CDN. Oltre al miglioramento delle prestazioni, queste reti offrono anche una maggiore protezione contro gli attacchi DDoS, ma non solo. Consentono anche di attivare un meccanismo con cui gli elementi statici come pagine HTML, immagini, fogli di stile, ecc. vengono salvati temporaneamente nella cache di un server di replica, il che migliora la velocità di una pagina. I contenuti quindi non vanno richiamati tutte le volte da un server web, ma saranno già immagazzinati nel server che impiegherà quindi meno tempo per la riproduzione. Allo stesso tempo, viene garantita così la disponibilità dei servizi.

## Sicurezza e riservatezza
I fornitori di CDN guadagnano dalla tariffazione diretta ai fornitori di contenuti che usano le loro reti oppure dal tracciamento e dall'analisi dei dati degli utenti in quanto i loro script vengono caricati nei siti web dei loro clienti. In quanto tali, questi servizi sono stati indicati come potenziali intrusori della riservatezza dei dati degli utenti, sfruttati a scopi di studi comportamentali e per questo motivo sono in fase di sviluppo soluzioni alternative per memorizzare e servire risorse web con singola origine.
In particolare, un sito web che usa una CDN potrebbe violare il regolamento UE General Data Protection Regulation (GDPR). Ad esempio nel 2021 una corte tedesca ha proibito l'utilizzo di una CDN ad un sito web di una università, in quanto ciò causava la trasmissione dell'indirizzo IP dell'utente alla CDN, in violazione al GDPR.
Le CDN che servono JavaScript sono anche state indicate come un metodo di iniettare contenuti malevoli e dannosi nelle pagine web che utilizzano tali CDN. Per questo motivo è stato creato il meccanismo di Subresource Integrity che assicura che la pagina web richiami uno script il cui contenuto è noto ed è vincolato ad una impronta hash referenziata dallo stesso autore del sito web.

## CDN commerciali
- Akamai
- Amazon Cloudfront
- Ateme CDN
- CDN77
- CDNsun.com
- Cloudflare
- Fastly
- KeyCDN

## CDN universitari
- Coral Content Distribution Network
- Codeen
- Globule
- WorldDirector by NEXUS-International Broadcasting Association